# Etienne Dhanis
Etienne Dhanis (Gent, 9 maart 1905 - Antwerpen, 23 mei 1977) was een Belgisch jezuïet en hoogleraar. Hij was oprichter en eerste rector van de Universitaire Faculteiten Sint-Ignatius Antwerpen.

## Biografie
Etienne Dhanis volgde humaniora aan het Sint-Barbaracollege in Gent en trad toe tot de jezuïetenorde. Hij studeerde klassieke filologie, filosofie en theologie en beëindigde zijn studies in de moraaltheologie aan de Pauselijke Universiteit Gregoriana in Rome.
Van 1928 tot 1942 gaf hij achtereenvolgens les aan het Sint-Jozefscollege in Aalst, het Sint-Barbaracollege in Gent, het Sint-Xaveriuscollege in Borgerhout, waar hij KSA Xaverius oprichtte en het Onze-Lieve-Vrouwecollege in Antwerpen. Van 1942 tot 1947 was hij rector van het Sint-Jozefcollege in Turnhout en van 1947 tot 1951 van het Filosofisch en Theologisch College in Leuven. Van 1951 tot 1957 was hij provinciaal van de Noord-Belgische jezuïeten.
In 1959 begon Dhanis met de omvorming van de Sint-Ignatius Handelshogeschool in Antwerpen tot de Universitaire Faculteiten Sint-Ignatius Antwerpen (Ufsia), die in 1965 werd opgericht. Hij was de eerste rector van de Ufsia, een functie die hij van 1960 tot 1975 uitoefende. Onder zijn leiding ontstonden verschillende nieuwe departementen en wetenschappelijke onderzoekscentra en breidde het Instituut voor Postuniversitaire Onderzoek uit. Hij ging met emeritaat in 1975.
Hij was een broer van Edouard Dhanis, rector van de Pauselijke Universiteit Gregoriana in Rome.
Het grootste auditorium van de Universiteit Antwerpen, de Aula Rector Dhanis, werd naar hem vernoemd.